# پرت اند ویتنی جی۷۵
پرت اند ویتنی جی۷۵ (به انگلیسی: Pratt & Whitney J75) یک موتور هواگرد ساختِ کارخانهٔ پرت اند ویتنی در کشور ایالات متحده آمریکا است.